# Koulandougou
Koulandougou is een gemeente (commune) in de regio Ségou in Mali. De gemeente telt 4700 inwoners (2009).
De gemeente bestaat uit de volgende plaatsen:
- Dokolo-Bamana
- Dokolo-Nianabougou (hoofdplaats)
- Dokolo-Séribougou
- Guénesso
- Kolo-Bamana
- Kolo-Bamanakorobougou
- Kolo-Djombougou
- Kolo-Sokourani
- Koulan
- N'Toba
- Sienkoro
- Tiguila